# Csordás Elemér
Csordás Elemér, teljes nevén Csordás Elemér Vilmos Sándor (Budapest, 1882. május 28. – Budapest, 1956. május 23.) orvos, Budapest tisztifőorvosa, egészségügyi főtanácsos.

## Élete
Csordás István (1849–1927) államvasúti hivatalnok és Hoffmann Vilma fiaként született. A Budapesti Református Főgimnáziumban érettségizett (1900). Tanulmányait a Budapesti Tudományegyetem Orvostudományi Karán folytatta, ahol 1906-ban szerezte meg orvosi oklevelét. 1906 és 1912 között az Elme- és Idegkórtani Klinika gyakornoka, majd tanársegéde volt Moravcsik Ernő mellett. 1912-től 1919-ig a Székesfővárosi Központi Fertőtlenítő Intézet aligazgatója volt. Ez idő alatt megszervezte az Intézet átköltöztetését a Váci úti épületbe, mely jelenleg a NNGYK kezelésében áll. Az első világháború idején katonaorvosként teljesített szolgálatot és járványkórház parancsnok volt. 1919 februárjában kinevezték a Fertőtlenítő Intézet igazgatójává. Ugyanezen év végén felmentették a fertőtlenítő intézet vezetésének kötelezettsége alól és áthelyezték a tisztifőorvosi hivatalba. 1923 áprilisában tisztifőorvos-helyettes, 1926 októberében tisztifőorvos lett Végh János főorvos utódjaként. Kiváló érdemeket szerzett a főváros közegészségügyi viszonyainak rendezésében, nagy irodalmi szakműködést fejtett ki. 1927-ben egészségügyi főtanácsosi címet kapott. 1948-ban nyugalomba vonult. 
Első felesége Komócsy Mária volt (1910–1916), akitől elvált. Második házastársa bajsai Zákó Mária Maja (1896–1978) volt, akit 1927. június 14-én Budapesten vett nőül.

## Főbb művei
- A socialhygiénés problémák megoldása a Székesfővárosban (Budapest, 1927)